# Berghof (Svizzera)
Berghof (anche Hof – o Höfe – am Berg, toponimi tedeschi) è stato un comune svizzero del Canton Lucerna.

## Geografia fisica
Il territorio di Berghof si estendeva sulle colline a nord di Rothenburg, fra i laghi di Sempach e di Baldegg.

## Storia
Antica comunità e circoscrizione fiscale del Canton Lucerna, il comune di Berghof fu istituito nel 1798 e soppresso il 2 dicembre 1836; nel 1838 le tre principali località che lo costituivano, Hildisrieden, Rain e Römerswil, divennero comuni autonomi. Capoluogo comunale era Hildisrieden.

## Geografia antropica

### Frazioni
Le frazioni di Berghof erano:
- Hildisrieden[2]
- Rain[3]
  - Gundelingen
  - Rüti
  - Sandblatten
- Römerswil[4]
  - Huwil
  - Ludige
  - Niffel
  - Nunwil
  - Tempikon
  - Williswil